# Urząd Papieskich Celebracji Liturgicznych
Urząd Papieskich Celebracji Liturgicznych, Urząd Papieskich Ceremonii  Liturgicznych (łac. Officium de Liturgicis Celebratonibus Summi Pontificis) – urząd w Kurii Rzymskiej odpowiedzialny za przygotowywanie liturgii, której przewodniczy papież lub legat (w jego imieniu). Na czele tego urzędu stoi mistrz papieskich ceremonii liturgicznych.
Instytucja ta istnieje w Stolicy Apostolskiej od XVI wieku, choć jej nazwa, znaczenie, zakres odpowiedzialności i organizacja były modyfikowane (np. do 1970 była to Prefektura Ceremonii Papieskich, do 1988 Urząd Ceremonii Papieskich). Obecna forma została ustalona po Vaticanum II, w 1970 (przez Pawła VI), a ponieważ związane to było przede wszystkim z ogólną reformą liturgiczną wprowadzoną przez sobór, urząd ten ma większe znaczenie niż poprzednio.
Jan Paweł II ogłoszoną przez siebie (28 czerwca 1988) konstytucją Pastor Bonus dokonał kolejnej reformy Urzędu Papieskich Celebracji Liturgicznych, nadając mu nowe kompetencje i zadania. Kierownika Urzędu – mistrza papieskich ceremonii liturgicznych – powołuje papież na okres pięciu lat. Pozostali ceremoniarze powoływani są natomiast przez sekretarza stanu również na pięcioletnią kadencję.

## Obecni ceremoniarze papiescy
- Diego Ravelli – (mistrz papieskich ceremonii liturgicznych – od 11 października 2021)
- Pier Enrico Stefanetti – od 2006
- Marco Agostini – od  2009
- Massimiliano Matteo Boiardi FSCB – od 2011
- Ján Dubina – od 2015
- Krzysztof Marcjanowicz – od 2018
- Ľubomír Welnitz – od 2020
- Bruno Silvestrini – od 2021